# くろしおスタジアム
くろしおスタジアムは、和歌山県新宮市にある野球場。

## 歴史
2003年5月に完成。
2004年8月7日に「ベースボール・フェスティバル in WAKAYAMA」の一環として、ウエスタン・リーグの福岡ダイエーホークス対広島東洋カープの公式戦が開催され、球場初のプロ野球公式戦となった。始球式は新宮市長の佐藤春陽がおこなった。気温30度を超える暑さの中、5-1で広島が制した（試合時間3時間30分）。
2012年には第22回世界少年野球大会の会場となり、開会式では王貞治が始球式を行った。

## 球場概要
- 所在地：和歌山県新宮市佐野723
- 2003年5月竣工
- グラウンド面積：13,859.38m2
  - 両翼：98m
  - 中堅：122m
- 内野：クレー舗装
- 外野：天然芝
- スコアボード
  - 得点表：電光式
  - 打順表：手書き式
- 収容人数：1414人
  - 内野席：1414人
    - バックネット裏スタンド：432人（一部のみ屋根付き）
    - 1・3塁側内野スタンド：982人

  - 外野席：なし

観覧席ベンチシートには地元産の杉が使われている。

## 交通
- 西日本旅客鉄道（JR西日本）紀勢本線（きのくに線） 紀伊佐野駅、徒歩約10分
- 熊野交通新宮駅〜串本駅間